# Џејсон Артур
Џејсон Артур (енгл. Jason Arthur; Тинек, 18. новембар 1997) гански је пливач чија ужа  специјалност су трке леђним и мешовитим стилом. Вишеструки је првак и рекордер Гане и репрезентативац. 

## Спортска каријера
Џејсон је рођен у градићу Тинек у америчкој савезној држави Њу Џерзи, где је и почео да се бави пливањем још као дечак. Након завршене средње школе уписује студије менаџмента и маркетинга на Универзитету Дрекслер у Филаделфији, а током студија наступа за пливачку секцију свог универзитета.
Како због превелике конкуренције није успео да се избори за место у репрезентацији Сједињених Држава, одлучио је да наступа под заставом Гане, државе одакле је пореклом био његов отац Џад.
На међународним такмичењима је дебитовао 2018, на Играма комонвелта у аустралијском Гоулд Коусту, где је био један од 4 члана пливачке репрезентације Гане. У Гоулд Коусту је Артур наступио у три трке, а најбољи резултат је постигао у трци на 100 леђно у којој је успео да се пласира у полуфинале које је окончао на 15. месту. У све три трке је испливао и нове националне рекорде Гане. 
Годину дана аксније по први пут је наступио на неком од светских првенстава, а на првенству које је одржано у корејском Квангџуу 2019. такмичио се у три дисциплине. Трку на 50 леђно је окончао на 51, а ону на 100 леђно на 45. месту и у обе трке такмичење је завршио у квалификацијама. Такође је пливао прву измену ганске микс штафете 4×100 мешовито која је такмичење завршила на 31. месту у конкуренцији 40 екипа.
Месец дана након светског првенства такмичио се и на Афричким играма које су те године одржане у мароканском Рабату. Пливао је у све три појединачне трке леђним стилом, успевши да се пласира у финала на 100 (6. место) и 200 метара (8. место), док је трку на 50 метара завршио на 9. месту у квалификацијама. 